# Otto Gründler (Mediziner)
Otto Gründler (* 20. Juli 1826 in Nordhausen; † 31. Januar 1893) war ein deutscher Mediziner und Naturforscher.

## Leben
Nach dem Besuch des Nordhäuser Gymnasiums studierte Gründler in Halle und Berlin Medizin und Naturwissenschaften und wurde 1850 promoviert. Er praktizierte und wurde später Chefarzt des Krankenhauses in Aschersleben. 1885 wurde er zum Sanitätsrat ernannt.
In seiner Freizeit erforschte er die Diatomaceen und veröffentlichte darüber u. a. in dem von Adolf Schmidt herausgegebenen Atlas der Diatomaceen-Kunde.
Am 10. August 1884 wurde Otto Gründler unter der Matrikel-Nr. 2457 als Mitglied in die Deutsche Akademie der Naturforscher Leopoldina aufgenommen.